# Gobierno de Andorra
El Gobierno de Andorra (en catalán y oficialmente Govern d'Andorra) es la representación de la jefatura de gobierno del poder ejecutivo del Principado de Andorra. Es regulado por las disposiciones de la constitución andorrana de 1993 (capítulos IV y V).
Está compuesto por el presidente del gobierno y de los distintos ministros que marca la ley. El presidente del gobierno es el encargado de dirigir la actividad política y legislativa de Andorra, así como la administración del Estado tanto a nivel nacional como internacional — anteriormente la política internacional era dirigida por los Copríncipes de Andorra. El presidente del gobierno es el encargado de nombrar a los ministros y este a su vez es nombrado por los copríncipes, pero electo por el Consejo General de Andorra. Dicho cargo puede ser ejercido por la misma persona no más de dos mandatos consecutivos completos.
Actualmente el gobierno de Andorra, correspondiente a la IX legislatura, está presidido por Xavier Espot Zamora del partido Demócratas por Andorra.

## Composición
El Gobierno actual tomó posesión el 20 de mayo de 2019 y se trata del primer paritario de la historia de Andorra.
| Cargo                                                      | Titular                  | Titular |
| ---------------------------------------------------------- | ------------------------ | ------- |
| Presidente del Gobierno                                    | Xavier Espot Zamora      |         |
| Ministro de Presidencia, Economía y Empresa                | Jordi Gallardo Fernàndez |         |
| Ministro de Finanzas y Portavoz                            | Èric Jover Comas         |         |
| Ministra de Asuntos Exteriores                             | Maria Ubach Font         |         |
| Ministro de Salud                                          | Joan Martínez Benazet    |         |
| Ministro de Justicia e Interior                            | Josep Maria Rossell Pons |         |
| Ministro de Asuntos Sociales, Vivienda y Juventud          | Víctor Filloy Franco     |         |
| Ministro de Ordenamiento Territorial                       | Jordi Torres Falcó       |         |
| Ministra de Medio Ambiente, Agricultura y Sostenibilidad   | Silvia Calvó Armengol    |         |
| Ministra de Educación y Enseñanza Superior                 | Ester Viarrubla Escales  |         |
| Ministra de Turismo                                        | Verònica Canals Riba     |         |
| Ministra de Función Pública y Reforma de la Administración | Judith Pallarés Cortés   |         |
| Ministra de Cultura y Deporte                              | Sílvia Riva González     |         |

## Sede
La sede oficial del Gobierno de Andorra, así como la de diversos de sus servicios administrativos, se encuentra en el Edificio administrativo del Gobierno de Andorra, en la calle Prado de la Cruz de la ciudad de Andorra la Vieja. Su azotea aloja una plaza pública denominada «Plaza del Pueblo», a la que se puede acceder directamente desde la Iglesia de San Esteban o utilizando el ascensor que se encuentra en el propio edificio.